# Pluteus spegazzinianus
Pluteus spegazzinianus är en svampart som beskrevs av Singer 1952. Pluteus spegazzinianus ingår i släktet Pluteus och familjen Pluteaceae.   Inga underarter finns listade i Catalogue of Life.